# Dominicaines de l'Annonciation
Les Dominicaines de l'Annonciation (en latin : Congregatio Incarnationis Dominicae Sororum Tertii Ordinis S. Dominici) forment une congrégation religieuse féminine enseignante et hospitalière de droit pontifical. La congrégation fut fondée à Vic le 15 août 1856 par le religieux dominicain Francisco Coll Guitart.

## Histoire

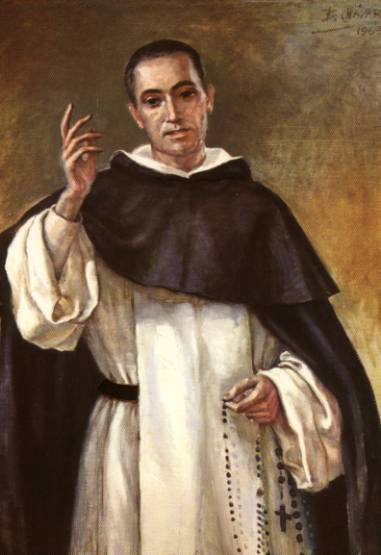
Francisco Coll Guitart (1812-1875), fondateur de la congrégation, vénéré comme saint par l'Église catholique.

Lors de ses voyages de prédication par toute la Catalogne, et en voyant la pauvreté sociale et spirituelle de beaucoup de gens, le prêtre dominicain Francisco Coll Guitart conclut que le remède pour cette situation était l'éducation des filles, alors très minoritaire aussi bien à cause du concept de la femme à l'époque que du manque de ressources économiques dont les familles disposaient. En outre, en éduquant les filles, la re-christianisation se voyait renforcée dans toute la société grâce à l'influence de la femme dans la formation des enfants.
Le moyen pour promouvoir la formation chrétienne des jeunes filles dans les lieux les plus pauvres serait une congrégation de sœurs qui s'occuperaient de façon bénévole de cette mission. Francisco Coll avait rencontré dans ses tournées de prédication quelques jeunes femmes désireuses de se consacrer à Dieu, mais qui ne pouvaient pas matérialiser leurs rêves par manque de ressources. En 1856, Coll a rassemblé sept de ces jeunes filles dans une petite maison de la rue Call Nou de Vic et a commencé leur formation comme religieuses dominicaines. Il a rédigé une règle de vie en communauté et s'est occupé de leur formation spirituelle et, de concert avec quelques professeurs du séminaire de Vic, de la formation culturelle de celles qui devraient être les futures éducatrices. Une fois préparées, les jeunes filles pourraient participer aux concours pour obtenir le titre d'institutrices. Là où une place serait gagnée, elles institueraient une communauté. Dans d'autres cas, les communautés pourraient être établies à la demande des communes.
Le nom d'origine de l'institut fut Sœurs tertiaires dominicaines, lequel fut changé plus tard par Religieuses dominicaines de l'Incarnation du Fils de Dieu et, en 1884, Religieuses dominicaines de l'Annonciation. Les débuts furent difficiles par manque de ressources économiques, à tel point que l'évêque a même suggéré à Coll de fermer l'institut et renvoyer les filles. Mais grâce à la persévérance du fondateur et à l'aide d'amis comme Antoine-Marie Claret, ils s'en sont sortis. Les sœurs de la congrégation faisaient partie du Tiers-Ordre dominicain, de la famille de l'ordre des Prêcheurs. Coll les voyait comme les « branches surgies de l'arbre du Tiers-Ordre de [mon] son père saint Dominique ». Le 19 août 1884, l'institut fut agrégé à l'ordre des Prêcheurs, et reçut le décret pontifical pontifical d'approbation le 6 septembre 1898. Le Saint-Siège approuve leurs constitutions en 1907.
Les premières communautés des Dominicaines de l'Annonciation se sont placées dans les zones rurales de Catalogne, parfois après l'obtention d'une place à l'école publique de la part des religieuses. Pourtant, dans les premières années, et fruit de la situation socio-politique (révolution de septembre 1868), quelques religieuses se virent forcées de laisser ces écoles et à fonder des collèges privés, beaucoup d'eux autour des usines textiles. Après la fondation des premiers établissement en Catalogne, la congrégation entame son expansion vers Albacete (1880), les zones minières d'Asturies (1897), etc. La première fondation hors d'Espagne fut en Argentine (1909), puis les sœurs s'établirent en Uruguay (1913) et au Chili. En 1955, la congrégation arrive en Amérique centrale, et plus tard au Pérou, au Brésil et dans quelques pays d'Afrique, d'Asie et d'Europe.

## Activité et diffusion
Les Dominicaines de l'Annonciation se consacrent à l'éducation de la jeunesse, à l'activité paroissiale, aux missions, ainsi qu'aux soins de santé et d'autres œuvres de miséricorde.
- Europe : France, Espagne, Italie.

- Amérique : Argentine, Brésil, Chili, Costa Rica, Guatemala, Mexique, Nicaragua, Paraguay, Pérou, Salvador, Uruguay.

- Afrique : Bénin, Cameroun, Côte-d'Ivoire, Rwanda.

- Asie : Philippines, Viêt nam

La maison généralice est à Madrid.
Au 31 décembre 2005, l'institut comptait 1 102 religieuses dans 140 maisons. En 2017, l'institut comptait 902 religieuses dans 136 maisons.